# Ida Ingemarsdotter
Ida Ingemarsdotter (n. 26 aprilie 1985, Sveg, Comitatul Jämtland, Suedia) este o schioară de fond suedeză, medaliată olimpică. A participat la 2 ediții ale Jocurilor Olimpice (2010, 2014) în care a câștigat o medalie de aur și o medalie de bronz.